# Harry Ryan
Harry Edgar Ryan (St Pancras, Camden, Londres, 21 de novembre de 1893 – Ealing, Londres, 14 d'abril de 1961) va ser un pistard anglès que va córrer pels volts de la Primera Guerra Mundial i que va prendre part en els Jocs Olímpics d'Anvers de 1920.
Va participar en dues proves: en tàndem, formant parella amb Thomas Lance, guanyà la medalla d'or per davant la parella sud-africana i neerlandesa. En persecució individual quedà el tercer, i medalla de bronze, per darrere Maurice Peeters i Horace Johnson.